# Comitato nazionale per una Germania libera

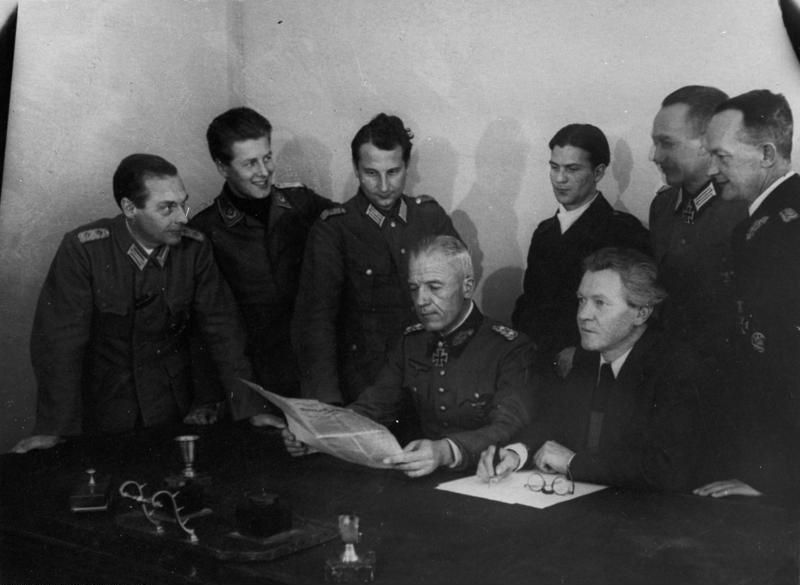
Membri dell'NKFD nel 1943, da sinistra: colonnello van Hooven, tenente Heinrich Graf von Einsiedel, maggiore Karl Hetz, generale Walther von Seydlitz-Kurzbach, soldato Zippel, Erich Weinert, colonnello Steidle, generale Lattmann

Il Comitato nazionale per una Germania libera (in tedesco Nationalkomitee Freies Deutschland o NKFD) è stato un gruppo antinazista tedesco che operò in Unione Sovietica durante la seconda guerra mondiale.

## Storia
L'ascesa del Partito Nazionalsocialista Tedesco dei Lavoratori al potere nella Repubblica di Weimar nel 1933 portò alla messa al bando del Partito Comunista di Germania (KPD) e alla persecuzione dei suoi membri, di cui molti si rifugiarono in Unione Sovietica.
Con l'operazione Barbarossa, molti prigionieri di guerra tedeschi iniziarono a cadere nelle mani sovietiche e furono fatti diversi tentativi per stabilire con essi un'organizzazione antinazista, ottenendo però scarsi successi dato che i prigionieri credevano ancora nella vittoria finale della Germania.
Con la sconfitta tedesca nella battaglia di Stalingrado, il numero di prigionieri tedeschi aumentò mentre la loro fiducia nella vittoria nazista iniziò a diminuire, rendendoli così più propensi all'adesione a un'organizzazione antinazista.
All'inizio di giugno del 1943, Alfred Kunella e Rudolf Hernstadt iniziarono a scrivere il manifesto del comitato, dove le figure storiche prussiane alleate con l'Impero russo contro Napoleone furono ritratte come dei tedeschi esemplari (ad esempio Heinrich Friedrich Karl von Stein, Arndt, Carl von Clausewitz e Yorck). Il Comitato per una Germania libera (NKFD) fu fondato a Krasnogorsk, vicino a Mosca, il 12 luglio 1943; il suo presidente fu lo scrittore comunista esiliato Erich Weinert, con il tenente Heinrich Graf von Einsiedel e il maggiore Karl Hetz come deputati. Il Comitato si componeva di 38 membri, di cui 28 prigionieri di guerra della Wehrmacht e 10 comunisti esiliati.

### Lega degli ufficiali tedeschi

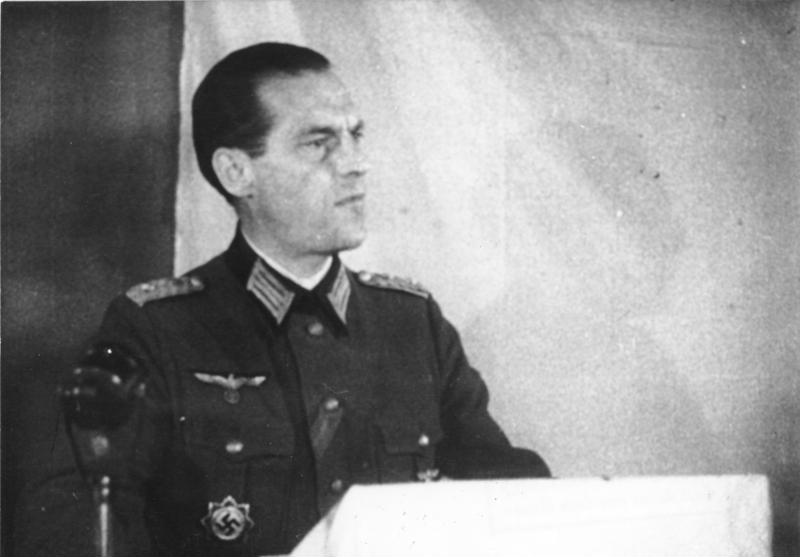
Il colonnello Hans-Günter van Hooven durante la fondazione del BDO

Dopo diversi tentativi falliti di reclutare ufficiali all'interno dell'NKFD, il tenente colonnello Alfred Brette suggerì la creazione di un'organizzazione speciale per gli ufficiali in modo che non potessero entrare in contatto con i comunisti e i comuni soldati.
Due mesi dopo la fondazione dell'NKFD, fu istituita la Lega degli ufficiali tedeschi, con il generale Walther von Seydlitz-Kurzbach come leader. L'obiettivo principale della BDO era di fornire propaganda destinata alle forze armate tedesche. Alcuni ufficiali tenuti come prigionieri di guerra sovietici si unirono alla BDO, tra i quali figurò il maresciallo di campo Friedrich Paulus, il comandante della 6. Armee catturato durante la battaglia di Stalingrado. 
La BDO venne fusa in seguito all'NKFD.

### Dopo la guerra
In seguito alla sconfitta della Germania nazista, molti membri dell'NKFD fecero ritorno nella zona di occupazione sovietica in Germania, dove ebbero un ruolo chiave nella fondazione della Repubblica Democratica Tedesca. Alcuni membri della BDO diedero un contributo importante alla formazione della Nationale Volksarmee, mentre altri (come i Seydlitz), furono processati come criminali di guerra.

## Ideologia

La bandiera del precedente Impero tedesco fu usata dal comitato

Sebbene l'NKFD operò in Unione Sovietica ed era costituita principalmente da comunisti, ebbe un'impronta conservatrice. Per esempio, la bandiera dell'Impero tedesco fu utilizzata al posto di quella della Repubblica di Weimar, dato che i colori del vessillo imperiale erano più popolari tra gli ufficiali e soldati dell'esercito conservatore. L'obiettivo dell'NKFD era quello di ripristinare i confini originari del 1937, avviare i negoziati di pace e deporre e punire la leadership nazista, oltre a chiedere la preservazione del potere della Wehrmacht. L'NKFD credeva che i civili tedeschi avrebbero dovuto porre gli interessi della nazione tedesca al di sopra di quelli dei loro leader nazisti.
Man mano che la guerra continuava e diventava sempre più chiaro che un colpo di Stato antinazista non sarebbe avvenuto, la linea ideologica dell'NKFD divenne più di sinistra fino a diventare identica a quella del Partito Comunista Tedesco.

## Attività
Le attività dell'NKFD e della BDO si concentravano sulla propaganda tramite un proprio settimanale, Freies Deutschland, e una stazione radiofonica. Inviavano libretti ai soldati tedeschi al fronte e ai POW nei campi sovietici. Il maggiore dell'Armata Rossa Lev Kopelev descrisse la guerra psicologica congiunta a Grudziądz nel marzo del 1945 attuata dall'Armata Rossa e dai membri dell'NKFD. Il generale Walther von Seydlitz-Kurzbach si offrì di formare un'armata con i membri dell'NKFD e della BDO per combattere contro i nazisti, ma i sovietici rifiutarono la proposta.
Alcuni membri dell'NKFD furono inviati alle linee sovietiche al fronte per interrogare i POW tedeschi e per fare propaganda.
Altri membri dell'NKFD lottarono dietro le linee tedesche al fianco dei partigiani sovietici. Di fronte alla fine della guerra, le cosiddette "truppe Seydlitz" furono inviate alle linee tedesche in uniforme con gli ordini di unirsi ai difensori e di creare confusione. Alcuni si riunirono agli ex compagni mentre altri seguirono gli ordini. Molti furono catturati e fucilati.
Quando l'Armata Rossa entrò in Germania, alcuni membri dell'NKFD furono nominati ufficiali nel governo locale della zona di occupazione sovietica.

## Membri importanti
- Anton Ackermann
- Wilhelm Adam
- Johannes Robert Becher
- Gerhard Bechly
- Willi Bredel
- Heinrich Graf von Einsiedel
- Peter Gingold
- Alfred Kurella
- Arno von Lenski
- Wolfgang Leonhard
- Vincenz Müller
- Friedrich Paulus
- Wilhelm Pieck
- Willy Riedel
- Walther von Seydlitz-Kurzbach
- Walter Ulbricht
- Gustav von Wangenheim
- Erich Weinert
- Otto Winzer
- Friedrich Wolf
- Markus Wolf